# Deutz D 4506
Der Deutz D 4506 ist ein Traktor aus der D-06-Serie, den Klöckner-Humboldt-Deutz von 1972 bis 1981 in Köln herstellte. Von diesem Traktormodell, das sich rasch zum Allzweckschlepper der Mittelklasse entwickelte, wurden rund 13.500 Stück gebaut. Mit einer Produktionszeit von zehn Jahren gehörte der D 4506 zu den am längsten gebauten Modellen der Baureihe. 
Die Kunden konnten den D 4506 mit Hinterradantrieb oder mit Allradantrieb bestellen. Sein luftgekühlter Dreizylinder-Viertakt-Dieselmotor mit Direkteinspritzung vom Typ F3L912 aus der Deutz-Motorenbaureihe 9 galt als robuster und spritziger Schleppermotor. Er leistet 40 PS (29 kW) und die Höchstgeschwindigkeit beträgt 25 km/h. Angeboten wurde der D 4506 mit den Getriebevarianten TW 35.2 und TW 35.4. Beide Getriebe stammten von Deutz und verfügten in der Grundausführung über 8 Vorwärtsgänge. Im Gegensatz zum TW 35.2 besaß das TW 35.4 jedoch vier Rückwärtsgänge. Vier weitere Gänge kamen hinzu, wenn der Traktor mit einer Kriechgang-Gruppe bestellt wurde.
Bei einer Breite von 1700 mm und einer Länge von 3470 mm beträgt das Leergewicht in der Hinterradversion 1970 kg und mit Allradantrieb 2290 Kilogramm. Seit Beginn der Produktion mit dem geteilten Vorderachsbock erhielt er ab 1974 das geänderte Deutz-Grün der neuen Modelle.